# Ricardo Chamorro Rodríguez
Ricardo Alberto Chamorro Rodríguez (Vejer de la Frontera, 1957), más conocido como Ricardo Chamorro Rodríguez, es un profesor y político español del Partido Andalucista. Fue alcalde de Vejer de la Frontera desde el 15 de junio de 1991 al 14 de marzo de 1995. Siendo el segundo regidor de la democracia en Vejer de la Frontera.

## Biografía
Licenciado en la Universidad de Cádiz, casado y padre de dos hijos. Es miembro de dicha universidad, del cual es técnico en Biblioteconomía y Documentación, donde se desempeña como ayudante en Bibliotecas, Archivos y Museos de la UCA, cargo que ocupa desde 2011 a 2019.
Además, perteneció a la Junta Rectora de la UCA desde 1979 hasta 1981 y, actualmente es presidente de la Junta Rectora del Parque Natural de la Breña y Marismas de Barbate.
En 1977 se afilia al Partido Socialista de Andalucía, predecesor histórico del Partido Andalucista, donde llega a ser el primer secretario de este partido en la provincia de Cádiz.
Entre 1987 a 1995 es concejal del Ayuntamiento de Vejer de la Frontera, y en 1991 alcalde de la localidad, cargo que ocupa hasta 1995. Es diputado del Partido Andalucista en el parlamento de Andalucía entre el 2000 a 2004, cuando abandona el PA para pasarse al Grupo Mixto de la Cámara, del que se desempeña como portavoz desde 2001 a 2004. 
Tras el pacto PSOE-PA en el Gobierno andaluz, es elegido delegado provincial de la Consejería de Turismo y Deporte en Cádiz.